# Rifaat al-Assad
Pour les articles homonymes, voir al-Assad.
Rifaat al-Assad (en arabe : رفعت الأسد), né le 22 août 1937, est un homme d'État syrien, vice-président de Syrie de 1984 à 1998.
Lieutenant dans l'armée syrienne, il est promu au rang de Général de division des Brigades de Défense (en) en 1971 par son frère aîné et président de Syrie, Hafez al-Assad. Les Brigades de Défense sont impliquées dans les massacres de la prison de Palmyre en 1980 et de Hama en 1982, crimes de guerre que Rifaat al-Assad est accusé d'avoir dirigés.
Après une tentative de coup d'État, Rifaat al-Assad quitte l'armée et s'exile de Syrie en 1984. La même année, il est élu vice-président de Syrie, fonction qu'il exerce 13 ans depuis l'étranger. Il s'installe d'abord en Suisse puis en France, où il est décoré de la Légion d'honneur par François Mitterrand en 1986.
En 1998, à la suite de nombreux conflits politiques l'opposant à son frère Hafez, ce dernier le destitue de son titre de vice-président, coupant ainsi définitivement court à tout espoir de succession.
En 2011, Rifaat al-Assad fait l'objet d'accusations de blanchiment en bande organisée et détournement de fonds publics syriens de la part des ONG Sherpa et Transparency International. En 2013, l'ONG Suisse TRIAL International dépose également plainte pour crimes de guerre. En juin 2020, la justice française le condamne à quatre ans de prison ferme et confisque ses biens.
En octobre 2021, il se soustrait à la justice et retourne en Syrie. En septembre 2022, sa condamnation définitive est confirmée par la cour de cassation et Rifaat al-Assad rend sa légion d'honneur à la France. La Cour européenne des droits de l'homme , saisie par ses avocats, a rejeté définitivement son recours en 2023.
En 2022, la justice suisse lance un avis de recherche à son encontre, qu'elle rend public l'année suivante, pour les crimes commis en 1982 à Hama.

## Biographie

### Enfance et éducation

Drapeau du parti Baas.

Cadet de dix enfants d'une famille alaouite, Rifaat al-Assad est né en 1937 dans le nord-ouest de la Syrie à Qardaha, dans la province de Lattaquié. Très jeune, il s'est initié au débat politique à l'école grâce à un professeur, Michel Aflak, fondateur du parti Baas. Dans les premières années du secondaire, il intègre ce parti en 1951 à l'âge de quatorze ans.
Un an plus tard, il devient chef de l'organisation de la jeunesse du parti à Damas. Parvenu à s'élever au rang de membre du Comité central, Rifaat poursuit malgré tout son cursus à l'Université de Damas où il sera diplômé en économie. C'est là qu'il commença à façonner ses propres visions politiques sous une forme plus cohérente. Il est alors le plus jeune membre jamais élu au comité exécutif du parti Baas. Il rejoint plus tard l'Académie des Sciences de l'Union soviétique (en) pour y poursuivre un doctorat en sciences politiques.

### Ascension
Il est emprisonné à plusieurs reprises et même torturé à cause de son appartenance à ce qui était considéré comme des groupes radicaux. Après avoir terminé ses études, Rifaat al-Assad rejoint l'académie militaire de Homs en tant qu'officier. Il est ensuite impliqué dans différents mouvements d'opposition. Rifaat s'engage alors dans l'armée syrienne en 1958 en tant que lieutenant. Le 23 février 1966, il prend part au coup d'État contre le gouvernement militaire baasiste dirigé par Amin al-Hafez. Ses activités ont culminé dans le « mouvement de correction » de 1969 et 1970, où il a collaboré avec son frère Hafez al-Assad pour renverser le gouvernement baasiste autocratique et militaire dirigé par Noureddine al-Atassi. Il est ensuite nommé Président du Haut Tribunal constitutionnel du Parti Baas : un groupe de six personnes nommées au niveau international pour veiller sur le parti Baas en Irak et en Syrie.

## Sous l'administration de Hafez al-Assad

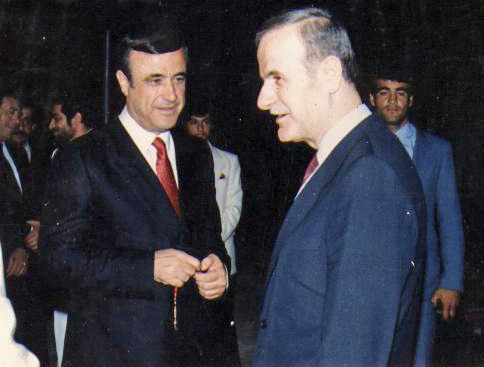
Rifaat al-Assad avec Hafez al-Assad, en 1980.

### Politique intérieure
Sous la nouvelle administration de Hafez al-Assad, Rifaat est le chef de la sécurité et le commandant des brigades de défense « Saraya Al-Difaa ». Ses nombreuses activités politiques, le développement de projets de construction et l'essor d'entreprises commerciales ont fait de lui l'un des membres les plus influents du gouvernement.

### Relations internationales

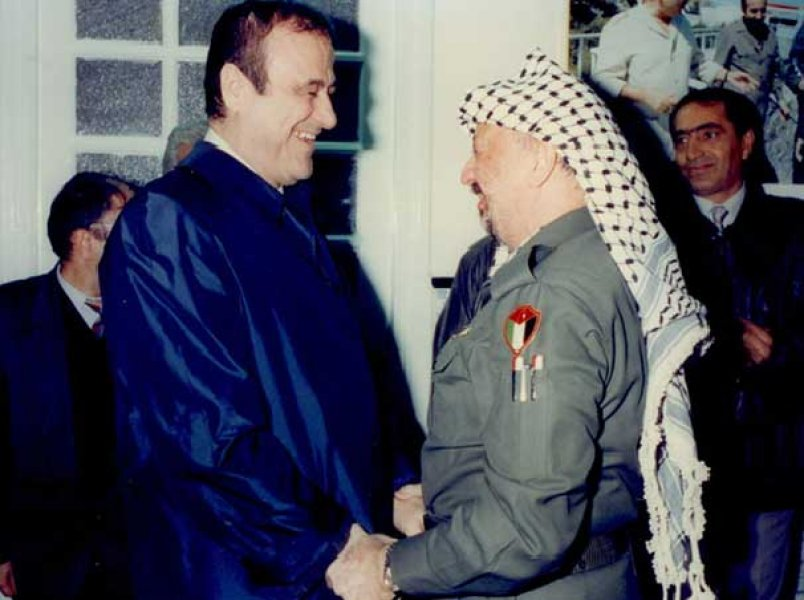
Rifaat al-Assad et Yasser Arafat, en 1983.

En 1983, Rifaat rencontre le dirigeant de l'OLP Yasser Arafat au Liban, juste avant son exil, dans l'optique d'apaiser les tensions syro-palestiniennes,.
Rifaat était également proche du roi d'Arabie Saoudite Abdallah ben Abdelaziz Al Saoud ,,
Yossef Bodansky, directeur de la task force américaine au Congrès sur le terrorisme et la guerre non conventionnelle, a déclaré que Rifaat bénéficiait du soutien des États-Unis et de l'Arabie saoudite.
Rifaat al-Assad a été mentionné par Stratfor (société américaine d'analyse géopolitique) comme un suspect dans l'attentat à la bombe qui a tué en 2005 l'ex-Premier ministre libanais Rafic Hariri, ainsi que dans la série d'attentats qui a frappé Beyrouth après le retrait syrien.[réf. nécessaire] L'objectif a été de déstabiliser le régime syrien.[réf. nécessaire] Il n'y a aucune mention de Rifaat dans le rapport des Nations unies sur l'assassinat de Rafic Hariri.

#### Libération de David S. Dodge
Rifaat al-Assad a contribué à la libération de David S. Dodge, homme politique américain et directeur de l'Université américaine de Beyrouth, le 21 juillet 1983,.
Le 19 juillet 1982, Dodge fut enlevé par des miliciens membres du mouvement pro-iranien Amal Islamique à Beyrouth, dirigés par Hussein al-Musawi. Il est d’abord détenu au Liban, puis maintenu en captivité en Iran jusqu’à sa libération un an plus tard. Par le biais de ses contacts dans le régime iranien de Khomeini, Rifaat pu garantir la libération de Dodge et fut publiquement remercié par le président américain Ronald Reagan. Le 21 juillet 1983, le porte-parole de la Maison-Blanche Larry Speakes déclare : « Le gouvernement des États-Unis est reconnaissant au président syrien Hafiz al-Assad et au Dr. Rifaat al-Assad pour les efforts humanitaires qu’ils ont entrepris et qui ont conduit à la libération de M. Dodge. »

### Lutte contre les Frères musulmans et massacres
La fin années 1970 et le début des années 1980 sont marquées par l'insurrection des Frères musulmans. Le 16 juin 1979, les Frères musulmans organisent le massacre de l'École d'artillerie d'Alep puis, le 26 juin 1980, lors d'une visite officielle du président du Mali, Moussa Traoré, le président Hafez al-Assad échappe de justesse à une tentative d'assassinat menée par un membre de la garde présidentielle.

#### Massacre de la prison de Palmyre
Le lendemain, en représailles, Rifaat al-Assad, alors général de division des Brigades de Defense (en), organise le massacre de 500 à 1 000 détenus, membres des Frères musulmans dans la prison de Palmyre,,.

#### Massacre de Hama
Début février 1982, les Frères musulmans en Syrie tentent de « libérer » la ville de Hama, en réponse, le régime envoie 12 000 hommes des Brigades de Défense, dirigées par Rifaat al-Assad, assiéger et reprendre le contrôle complet de la ville,,. Pendant quatre semaines, les bombardements, ainsi que les exactions des troupes gouvernementales constituent le massacre de Hama. Selon les différentes estimations, les tueries compteraient entre 10 000 et 40 000 morts, en majorité des civils,. Un rapport de la Defense Intelligence Agency américaine, daté de mai 1982 et déclassifié en 2012, donne des chiffres très différents : le nombre total de victimes serait estimé à environ 2 000, et Rifaat al-Assad n'y est jamais cité,.
Ribal al-Assad, fils de Rifaat al-Assad né en 1975, conteste que son père ait joué un rôle dans les massacres. Selon ses dires, il ne s'est jamais rendu ni à Palmyre, ni à Hama. Il affirme que seuls quelques-uns de ses soldats étaient chargés de la protection d'hommes politiques à Hama. Rifaat al- Assad a, selon lui, ordonné à tous les gardes de Hama (environ deux cents) de rassembler les familles dans le stade de la ville afin de les protéger[non neutre]. Islamistes et habitants suspectés de sympathie envers eux sont regroupés au stade municipal et dans des écoles où ils sont torturés puis abattus. Selon la spécialiste américaine Robin Wright, 1 500 habitants de Hama ont été rassemblés au stade avant d'y être fusillés.

« Davantage que les militants islamistes, la population civile paie le plus lourd tribut. L’armée procède, en effet, à des milliers d’exécutions sommaires. Les habitants arrêtés sont regroupés au stade municipal ou dans des écoles. Là, ils sont torturés puis abattus. Au moins 5 000 femmes subissent le même sort, après avoir été violées. »

Rifaat a lui-même nié à plusieurs reprises toute implication dans le massacre de Hama,. Interviewé en 2012, Rifaat al-Assad s'amuse de la situation et affirme avec cynisme à propos de la ville : « Elle n'a pas été détruite. Elle n'a pas été bombardée. Certaines rues étroites ont été agrandies. ».
Ce massacre lui vaut le surnom populaire auprès des Syriens de « Boucher de Hama »,,,,. La population de la ville lui prête, selon les témoignages d'anciens responsables locaux du parti Baas et la rumeur locale, la volonté d'avoir voulu raser la ville pour la remplacer par un champ de pommes de terre, alors que son frère, le président Hafez al-Assad s'y est opposé,.

### Tentative de coup d'État
Le 12 novembre 1983, Hafez al-Assad est placé en soins intensifs à l'hôpital Al-Shami (en) pour insuffisance cardiaque. Pour maintenir une stabilité administrative, Hafez décide donc de former un comité exécutif de six personnes dont Abdel Halim Khaddam, Moustapha Tlass, Abdul Rauf al-Kasm, Zuhair Masharqa (en), Abdullah al-Ahmar (en), et Mustafa al-Shihabi, tous issus de la communauté sunnite. Un sentiment d'exclusion commence alors à se propager parmi les autres sphères confessionnelles du pouvoir. Alors que la majorité reste fidèle à Hafez al-Assad, certains officiers haut placés de confession alaouite s'allient peu à peu à Rifaat, également exclu du comité.
Rifaat, qui attendait une opportunité de prendre le pouvoir, pense que le moment est venu. Le 30 mars 1984, il donne l'ordre aux troupes de ses Brigades de Défense (en) de se rendre à Damas. Un escadron de tanks T-72 se positionne au rond-point de la ville de Kafr Sousa (en) ainsi qu'au Mont Qasioun (en), encerclant et surplombant ainsi la capitale. Le même jour à Damas, les 55 000 soldats des Brigades de Défense montent des check-points, investissent les stations de police et les bâtiments municipaux, procèdent à des arrestations arbitraires d'officiers des Forces Spéciales (en) dirigées par Ali Haydar (en) et de la Garde Républicaine dirigée par Shafiq Fayadh (en), et collent des affiches de Rifaat al-Assad dans les rues. Plus nombreuses et mieux organisées, les forces de Rifaat al-Assad contrôlent désormais Damas. Mais tous les barons du régime se rallient à Hafez et Rifaat évite la confrontation en retirant ses troupes des rues de Damas,.

## Exil
En 1983, leurs relations fraternelles se dégradent davantage quand Rifaat al-Assad refuse que le fils de Hafez, Bassel al-Assad, ne prenne le pouvoir. Il est alors destitué de toute responsabilité au sein du Haut Commandement du Parti Baas.
Rifaat est ensuite évincé de l'armée et envoyé à la tête de l'administration de l'enseignement supérieur. Le 28 février 1984, le président Assad déjoue un putsch organisé par son frère Rifaat, à la suite de quoi ce dernier s'exile en France.
Il s'établit en Russie, en Suisse puis en France, invité par le président François Mitterrand qui le décore au rang de grand officier de la Légion d'honneur en 1986, pour services rendus à la nation,. Il est proche du gouvernement français et garde également ses réseaux en Syrie, ce qui lui permet d'obtenir un accord avec les services secrets français : il doit faire passer le message au régime syrien de cesser les attentats, et en échange, Rifaat al-Assad est libre de poursuivre ses affaires.
Rifaat rentre en Syrie pour les funérailles de sa mère en 1992, sans afficher d'ambitions politiques. Cependant, le décès de l'héritier du pouvoir Bassel al-Assad, dans un accident de voiture en janvier 1994, replace Rifaat parmi les prétendants. En 1997, le régime fait enlever et torturer son attachée de presse Zoubyda Moukabel et sa famille, qui, à travers sa chaîne d'information (Arab News Network (en)), fait diffuser une entrevue gardée secrète à Damas entre Rifaat et Abdallah ben Abdelaziz Al Saoud, alors prince héritier au pouvoir saoudien,.
Limogé de son titre de vice-président le 8 février 1998, Rifaat quitte à nouveau la Syrie la même année pour la France et l'Espagne. La répression de 1999, qui implique des affrontements armés à Lattaquié, détruit une grande partie de son réseau en Syrie ; plusieurs de ses partisans sont arrêtés et emprisonnés. Ces mesures sont liées à la succession d'Hafez, Rifaat ayant commencé à se repositionner alors que son frère cherchait à éliminer toute concurrence potentielle envers son successeur désigné, son fils Bachar el-Assad.
En France, Rifaat proteste bruyamment contre la succession de Bachar el-Assad au poste de président. Il émet l'idée de revenir en Syrie afin d'assumer « ses responsabilités et accomplir la volonté du peuple », faisant la promesse de gouverner avec bienveillance et démocratiquement, avec « la puissance du peuple et l'armée » derrière lui.
En 2007, Rifaat rencontre le roi d'Arabie Saoudite Abdallah ben Abdelaziz Al Saoud lors d'une visite officielle en Arabie saoudite grandement médiatisée.
Siwar al Assad, le fils de Rifaat, est à la tête d'une chaîne de télévision, Arab News Network (ANN), chaine d'opposition au régime qui fonctionne comme un porte-parole politique pour son père. Rifaat lui-même dirige le parti UNDA « United National Democratic Alliance » (al-Tajammoo al-quawmi`al-democrati al-muwahhad), un parti politique à l'activité peu soutenue, même s'il produit régulièrement des communiqués en faveur du retour de Rifaat en Syrie et des critiques contre le président Bachar el-Assad. Dans les années 1970, Rifaat avait fondé le Parti démocratique arabe au Liban, un groupe politique qui, pendant la guerre civile libanaise, agissait comme une milice fidèle au régime syrien.

## Justice

### Détournement de fonds publics

#### Justice française
En 2013, les associations Sherpa et Transparency International portent plainte contre Rifaat al-Assad en France. Une enquête préliminaire du parquet national financier amène à sa mise en examen le 28 juin 2016 pour détournement de fonds,. Le 21 mars 2019, le parquet national financier requiert son renvoi vers un tribunal. Rifaat al-Assad est accusé de détournements de fonds publics de son pays, de fraude fiscale aggravée, de travail clandestin en France et de blanchiment en bande organisée du produit de crimes ou délits,.
Le procès débute le 9 décembre 2019, pour juger du caractère licite de ses biens immobiliers en France, « estimés à 90 millions d'euro : un manoir et un haras dans le Val‑d'Oise, deux hôtels particuliers dans les quartiers chics de Paris et des bureaux à Lyon ». Selon l'ordonnance de renvoi du juge, « l'information a montré en effet que c'est lui qui a acquis ces biens depuis le début des années 1980 et qu'il a organisé son insolvabilité, aucun bien n'étant à son nom(...). Le patrimoine constitué en France est important. Il est la propriété de Rifaat al-Assad, même si celui-ci a constitué des sociétés off-shore gérées, en apparence, par des membres de sa famille ». Selon l'avocat de Rifaat al-Assad, tout a été acquis légalement. Rifaat al-Assad n'assiste pas à son procès, ses médecins lui ayant « recommandé d'éviter toute situation stressante ».
Le 17 juin 2020, il est reconnu coupable de « blanchiment en bande organisée de détournement de fonds publics syriens », entre 1996 et 2016 et condamné à 4 ans de prison : ses biens français, acquis frauduleusement, sont confisqués.
Le 9 septembre 2021, la condamnation est confirmée en appel. Après cette condamnation, le clan de Rifaat al-Assad met en vente la propriété qu'il possède avenue Paul-Doumer à Paris.
Rifaat al-Assad annonce se pourvoir en cassation et quitte la France pour retourner en Syrie. Le 7 septembre 2022, la Cour de cassation rejette le pourvoi confirmant ainsi sa condamnation à 4 ans de prison ferme et la confiscation de son patrimoine immobilier en France et au Royaume-Uni, évalué à 90 millions d'euros. Ses avocats ont saisi la Cour européenne des droits de l'homme , qui a rejeté définitivement le recours en 2023.
En janvier 2023, de nombreux objets de mobilier et de décoration ayant appartenu à Rifaat al-Assad sont mis en vente aux enchères par la maison Ader. Ces objets meublaient son hôtel particulier de l'avenue Foch : si le bien immobilier a été saisi par l’État, le mobilier et les objets de décorations n'ont en revanche pas été saisis et font l'objet d'un vide juridique. Leur vente, qui a rapporté 1,6 million d’euros le premier jour, et aurait atteint plus de 3 millions au total, semble avoir bénéficié aux membres du clan Assad, ce qui, pour les associations anti-corruption, est une mauvaise surprise. La maison Ader, qui conserve 25% de la somme des ventes, assure respecter la loi, et n'a pas révélé l'identité de ses clients, vendeurs comme acheteurs,,.

#### Justice espagnole
Rifaat al-Assad est également poursuivi par la justice espagnole, ainsi que 13 autres personnes de son entourage, dont 2 de ses épouses et 8 de ses enfants, pour avoir créé un réseau complexe d'entreprises grâce auquel il est accusé d'avoir blanchi 695 millions d'euros en Espagne à travers l'achat de biens immobiliers. Un juge a déclaré qu'il avait également accumulé de la fortune depuis les années 1970 grâce à de l’extorsion, du trafic de drogue et le vol d'objets archéologiques. L'enquête a entraîné la saisie de biens patrimoniaux, plus de 500 propriétés d'une valeur de 691 millions d’euros.

### Justice suisse
Différentes plaintes contre Rifaat al-Assad ont été déposées en Suisse pour crime de guerre, elles concernent en particulier le massacre de Hama, et pour des faits de torture subies à la prison de Palmyre. Mais les délais des procédures judiciaires puis l'absence du prévenu ont amené à l'abandon des poursuites ,. Les associations de défense des droits et les avocats des huit témoins des massacres de Hama et de la prison de Palmyre ayant porté plainte, dénoncent l'inaction de la justice suisse,.
Le 16 août 2023, le Ministère public de la Confédération publie un arrêt qui était jusqu'alors tenu secret : le Tribunal pénal fédéral a ordonné un an plus tôt à l'Office fédéral de la justice de lancer un avis de recherche international contre Rifaat al-Assad pour de multiples crimes de guerre commis à Hama en 1982. Le parquet fédéral souhaitait garder le secret afin que Rifaat al-Assad ne puisse pas prendre de disposition pour se soustraire à l'avis de recherche, mais cet avis est inopérant tant que l'accusé reste en Syrie,.

## Retour en Syrie
Le 9 septembre 2021, la justice française confirme en appel la condamnation de Rifaat al-Assad à quatre ans d’emprisonnement, reconnu coupable de blanchiment en bande organisée, et de détournement de fonds publics syriens, entre 1996 et 2016. Après cette condamnation à de la prison ferme, il quitte la France pour échapper à la prison. Le 7 octobre 2021, Rifaat al-Assad est de retour à Damas. Bachar el-Assad a autorisé son oncle à revenir en Syrie, celui-ci ne semblant pas présenter de menace pour le régime,,.
À la suite de la chute du régime Assad le 8 décembre 2024 et de la fuite en Russie de son neveu, le président Bachar el-Assad, Rifaat al-Assad fuit au Liban avant de quitter le pays pour une destination incertaine. Le 27 décembre 2024, deux responsables de la sécurité libanaise déclarent à l'agence Reuters qu'il aurait quitté Beyrouth pour Dubaï, aux Émirats arabes unis. Le même jour, Rasha Khazem, l’une des belles-filles de Rifaat al-Assad, épouse de son fils Duraid, et sa petite-fille Shams sont arrêtées à l'aéroport de Beyrouth pour avoir tenté d'embarquer à l'aide de passeports périmés et falsifiés,.

## Décorations
- Ordre du Mérite militaire chérifien en 1974 [84]

- Grand officier de la Légion d'honneur de 1986 à 2022[85],[49]

En 2021, après sa condamnation par la justice française, deux associations demandent le retrait de cette décoration. Le 13 septembre 2022, à la suite de sa condamnation définitive par la justice française, Rifaat al-Assad annonce dans un communiqué avoir rendu sa légion d'honneur.